# Serre Road Cemetery N°3
Le Serre Road Cemetery N°3 (cimetière de la route de Serre No 3) est un cimetière militaire de la Première Guerre mondiale, situé sur le territoire de la commune de Puisieux, dans le département du Pas-de-Calais, au sud d'Arras.

## Localisation
Ce cimetière est situé à 2 km au sud-ouest  du village, le long de la D 919 après le hameau de Serre-lès-Puisieux. On y accède après avoir emprunté un chemin rural dont l'entrée se trouve juste avant le Serre Road Cemetery N°1 sur environ 300 m.
Quatre autres cimetières militaires britanniques se trouvent à proximité immédiate :
- Queens Cemetery, Puisieux à 200 m au nord-est
- Luke Copse Cemetery à 400 m au nord-est
- Railway Hollow Cemetery à 200 m au nord-est
- Sheffield Memorial Park à 200 m au nord-est.

## Histoire

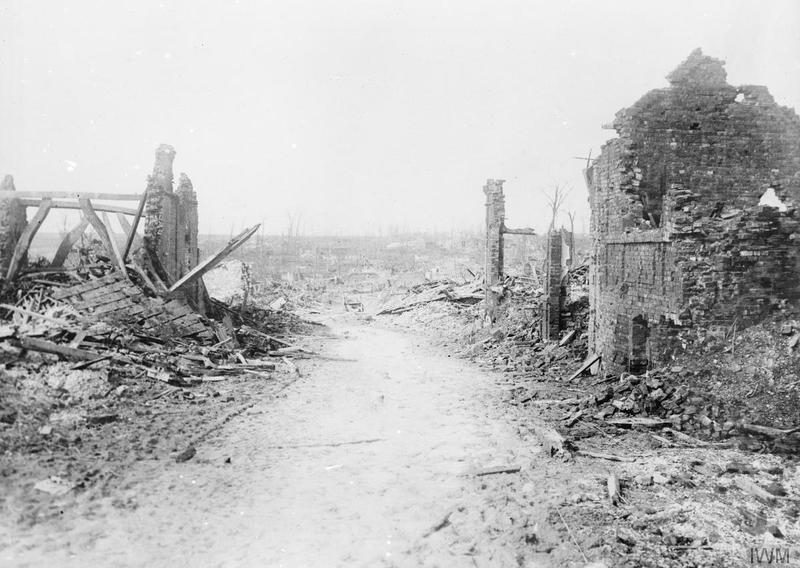
Les ruines du village après la bataille de l'Ancre en mars 1917.

La Serre Road (route du hameau de Serre-lès-Puisieux) était, en juin 1916, la route sortant de Mailly-Maillet, aux mains des Britanniques, et entrant dans le no man's land à environ 1 km au sud-ouest du hameau de Serre, qui était tenu par les Allemands. Les 31e et 4e divisions britanniques attaquèrent le nord et le sud de cette route le 1er juillet 1916, premier jour de la bataille de la Somme. Des soldats de la 31e division atteignant Serre, mais l'attaque échoua. Une nouvelle tentative eut lieu le 13 novembre suivant mais toujours sans succès. Lors du repli sur la ligne Hindenburg, les Allemands évacuent Serre le 24 février 1917 et le 22e Manchester entre dans le village le lendemain matin.
Au printemps 1917, les champs de bataille de l'Ancre sont dégagés par le Ve Corps et de nombreux cimetières aménagés dont trois portent le nom de la route de la Serre. Ils tombent de nouveau aux mains de l'ennemi le 25 mars 1918, mais sont récupérés définitivement le 14 août suivant.
Le Serre Road Cemetery N°3 a été construit par le Ve Corps au printemps 1917.
Il y a maintenant plus de 86 victimes de la guerre 1914-18 (principalement de la 31e division qui sont tombées en juillet et novembre 1916. Parmi celles-ci, 49 ne sont pas identifiées.

## Caractéristiques
Ce cimetière a un plan rectangulaire de 20 m sur 15 et est clos par un muret de moellons.

## Galerie

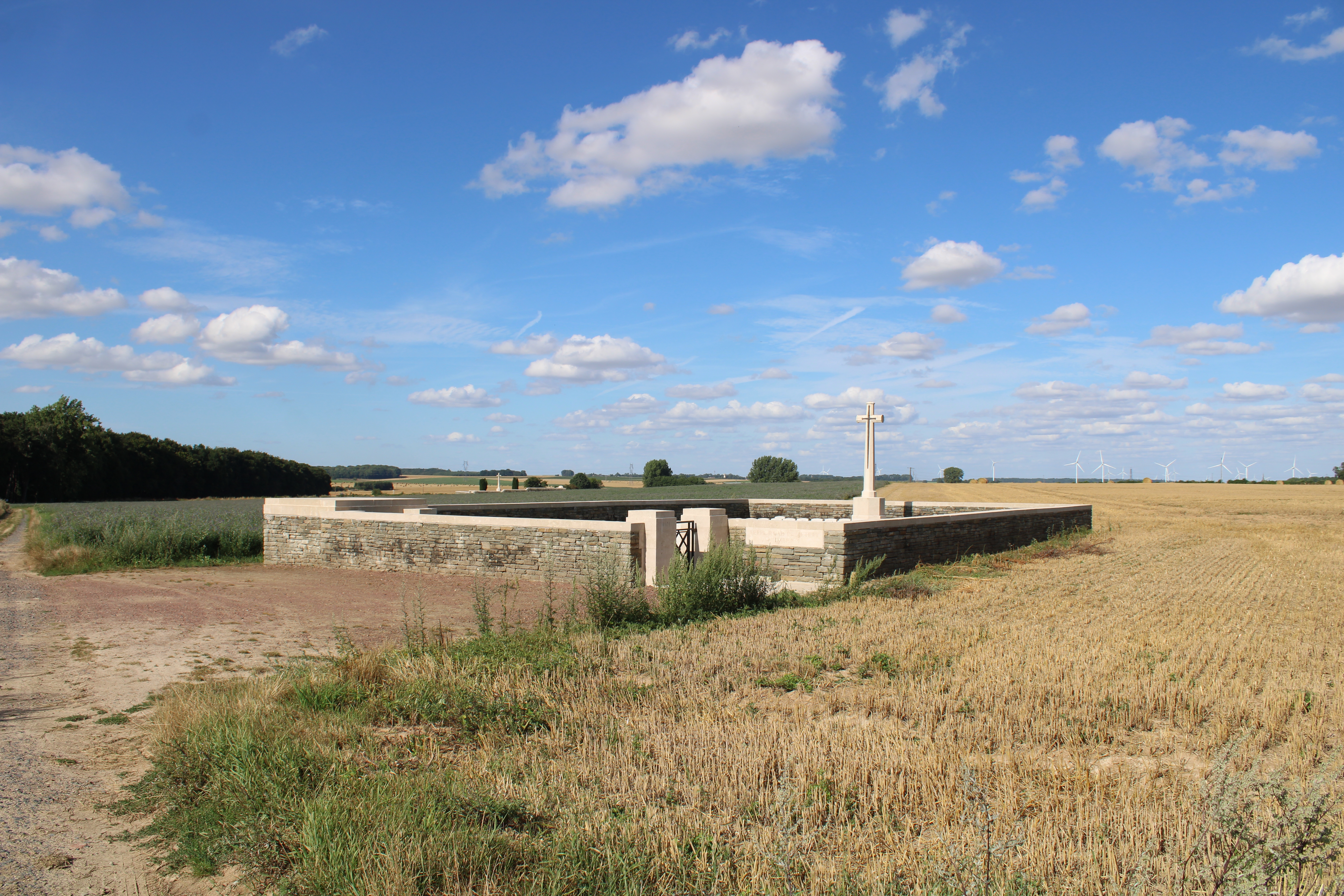
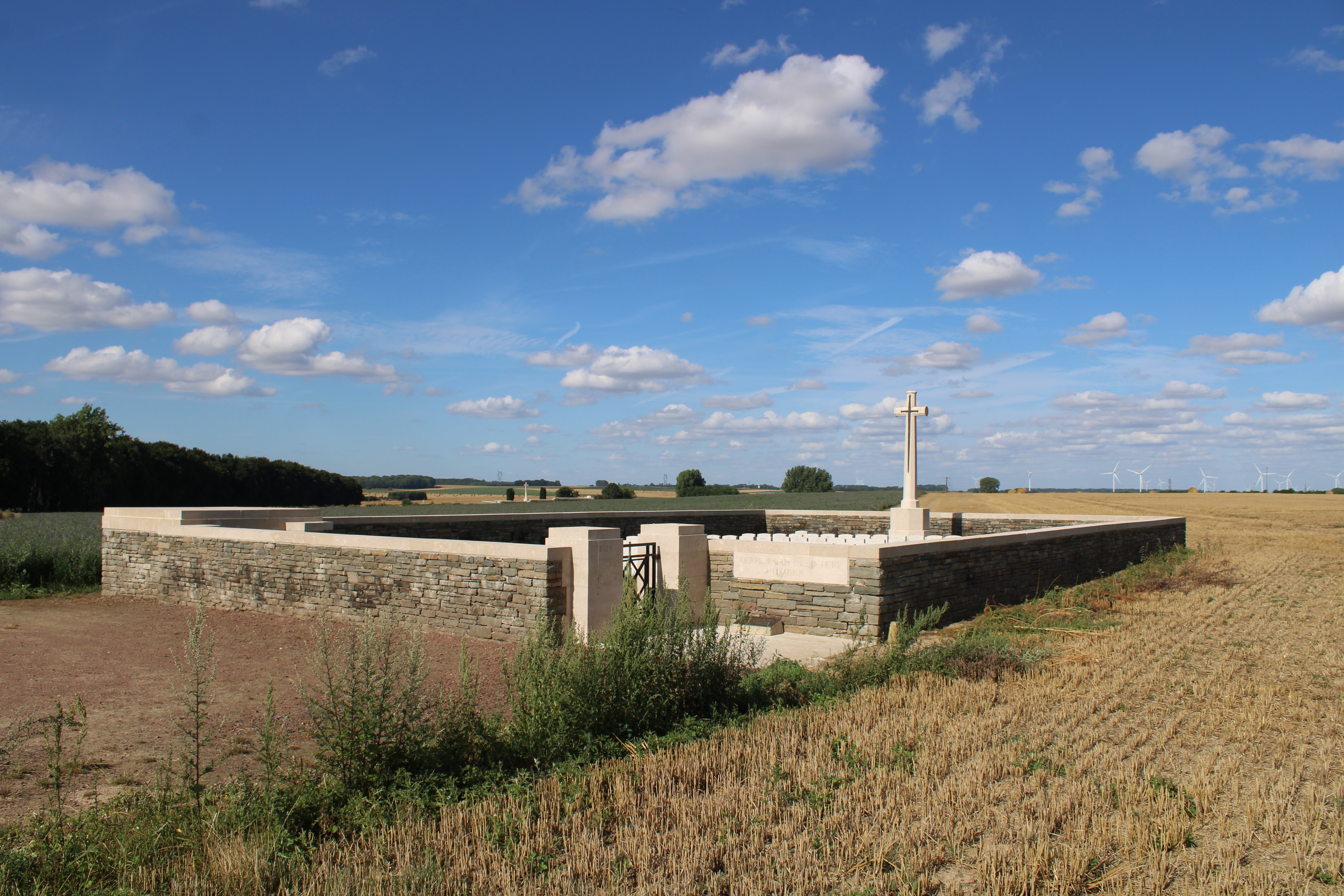
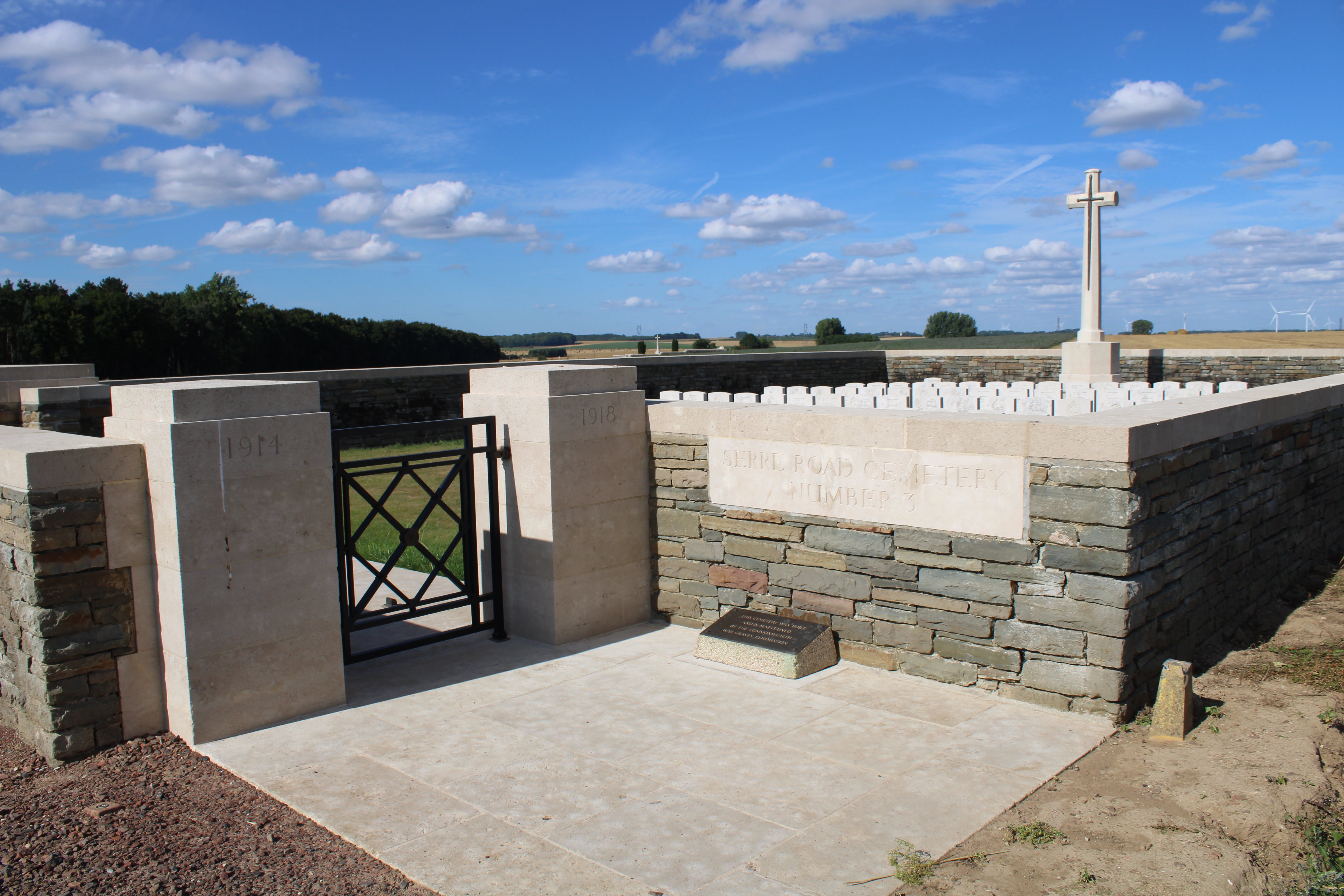
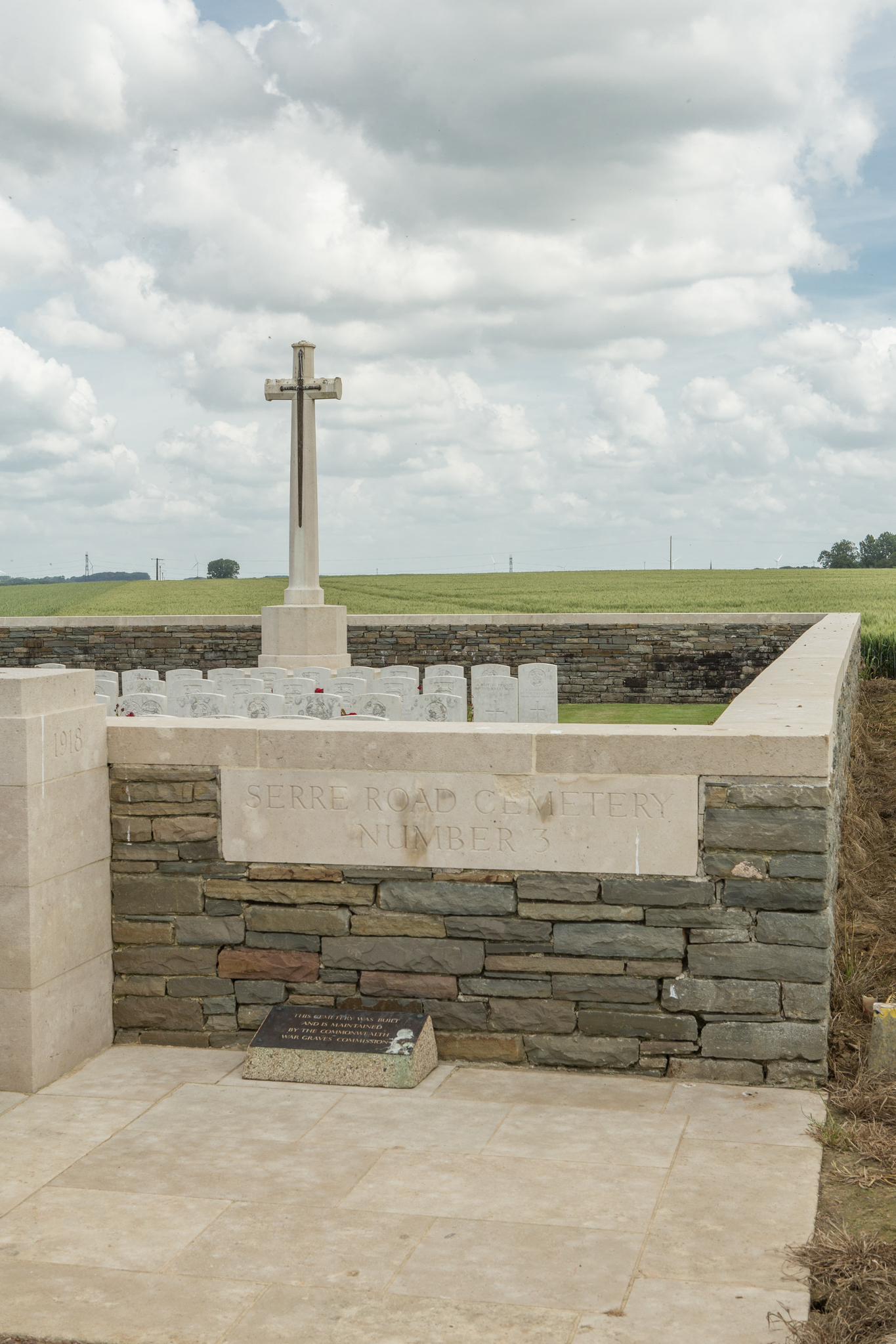
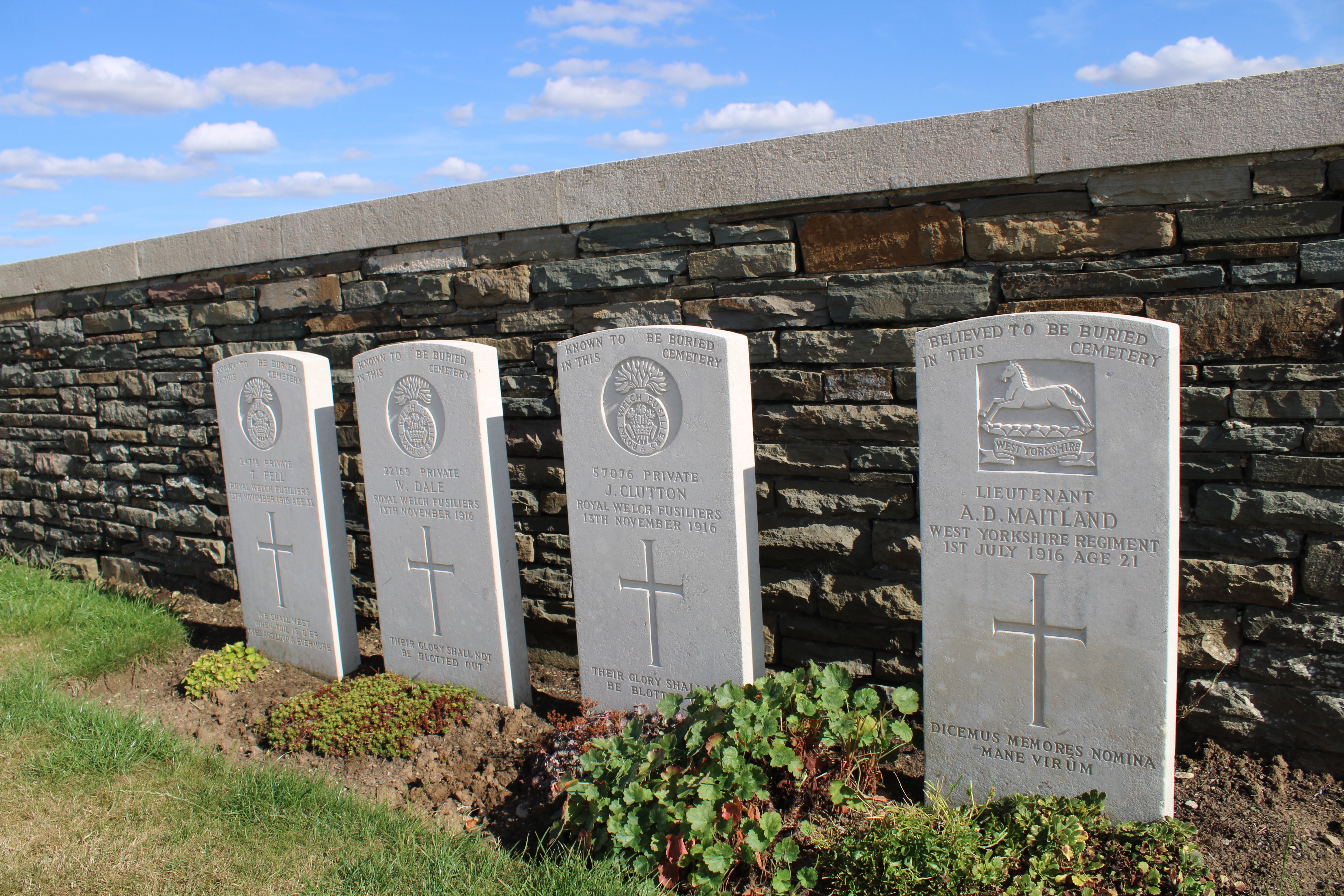

## Sépultures
| Pays        | Sépultures |
| ----------- | ---------- |
| Royaume-Uni | 86         |

## Pour approfondir